# Powiat wieliski
Powiat lub ujezd wieliski dawny powiat guberni witebskiej, siedzibą powiatu był Wieliż, dziś w Federacji Rosyjskiej.